# Kintambo
Kintambo är en stadsdel (franska: commune) i Kinshasa. Antalet invånare är 106 772. Arean är 2,7 kvadratkilometer.